# John Hammond (1910–1987)
John Henry Hammond II (ur. 15 grudnia 1910 w Nowym Jorku, zm. 10 lipca 1987 tamże) – amerykański producent muzyczny i łowca talentów.
Zapisał się jako jedna z najbardziej wpływowych osób w historii XX-wiecznej muzyki popularnej. Uważa się go za odkrywcę m.in. takich talentów jak Bob Dylan, Aretha Franklin i Billie Holiday.